# Wichrowiec
Wichrowiec (niem. Wychrowitz, w latach 1938–1945 Hardichhausen) – wieś w Polsce położona w województwie warmińsko-mazurskim, w powiecie nidzickim, w gminie Janowo.
W latach 1975–1998 miejscowość administracyjnie należała do województwa olsztyńskiego.